# David Glass
David Victor "the eye lord" Glass (1911-1978) foi um eminente sociólogo inglês e foi um dos poucos sociólogos eleitos para a Royal Society. Ele também é uma das poucas pessoas a ser eleito membro da Academia Britânica e Membro da Royal Society. Foi professor de sociologia na London School of Economics, 1948-1978.

## Vida
Glass nasceu no East End de Londres, Inglaterra, filho de um alfaiate, e frequentou uma escola primária estadual e a Raine's Grammar School. Ele então se formou na LSE em 1931.
De 1932 a 1940 foi assistente de pesquisa de William Beveridge e do estatístico Arthur Bowley.
Em 1935 foi assistente de pesquisa com Lancelot Hogben no departamento de Biologia Social da LSE. Neste momento ele entrou em contato com RR Kuczynski . Após a saída de Hogben e o fechamento do departamento em 1937, ele esteve fortemente envolvido na fundação do Comitê de Investigação da População (PIC).
Em 1948 tornou-se professor e de 1961 a 1978 foi Professor de Sociologia na London School of Economics. Glass foi sucedido no papel por Donald Gunn MacRae.
Ele morreu em 1978 de uma trombose coronária e deixou sua esposa Ruth Glass, a socióloga urbana.

## Publicações
- The Town in a Changing World, 1935
- The Struggle for Population, 1936
- Population Policies and Movements in Europe, 1940
- (ed) Introduction to Malthus, 1953
- (ed) Social Mobility in Britain, 1954
- (with Eugene Grebenik) The Trend and Pattern of Fertility in Great Britain, 1954
- (ed) The University Teaching of Social Sciences: Demography, 1957
- Latin American Seminar on Population: Report, 1958
- Society: Approaches and Problems for Study, 1962 (co-ed)
- Differential Fertility, Ability and Educational Objectives, 1962
- (ed jtly), Population in History, 1965
- (ed jtly) Population and Social Change, 1972
- Numbering the People, 1973
- (with P. Taylor) Population and Emigration, 1976

Foi editor das revistas Population Studies e British Journal of Sociology.